# Richard Herd

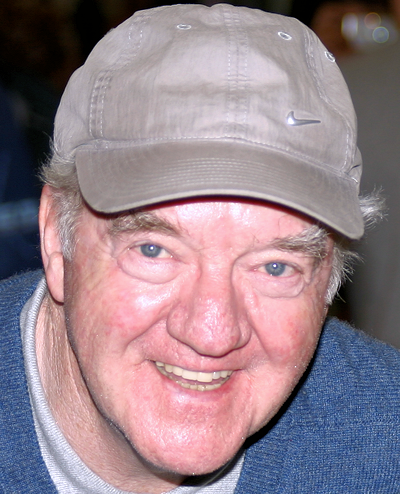
Richard Herd (2005)

Richard Thomas Herd (* 26. September 1932 in Boston, Massachusetts; † 26. Mai 2020 in Los Angeles, Kalifornien) war ein US-amerikanischer Schauspieler.

## Leben und Karriere
Herd litt in seiner Jugend unter Osteomyelitis, welche jedoch durch Penicillin geheilt werden konnte. Er begann bereits an der Highschool mit dem Theaterspiel. Sein Filmdebüt hatte er 1970 in Arnold Schwarzeneggers erstem Spielfilm Hercules in New York. Ab Mitte der 1970er Jahre begann seine Karriere als Fernsehschauspieler, er spielte unter anderem in Kojak – Einsatz in Manhattan und Detektiv Rockford – Anruf genügt. In den 1980er Jahren hatte er eine der Hauptrollen in den Serien T. J. Hooker und V – Die außerirdischen Besucher kommen, durch welche er auch in Deutschland eine größere Bekanntheit erlangte. Zu seinen weiteren Auftritten gehörten unter Simon & Simon, Knight Rider sowie Das A-Team. Mit Auftritten in Dallas, Der Denver-Clan und Falcon Crest war er in den drei wichtigsten und langlebigsten Serien der 1980er Jahre zu sehen. In den 1990er Jahren hatte er wiederkehrende Rollen in Steven Spielbergs SeaQuest DSV, Seinfeld und Star Trek: Raumschiff Voyager. Er war seitdem weiterhin als Gaststar in einigen der erfolgreichsten Serien der Vereinigten Staaten tätig.
Herd spielte nur vergleichsweise wenige Rollen in Spielfilmen. Unter anderem spielte er Nebenrollen im vierfach Oscar-ausgezeichneten Die Unbestechlichen, im für vier Oscars nominierten Das China-Syndrom sowie im für drei Oscars nominierten Schütze Benjamin. Er war mit Ein Ticket für Zwei und Immer Ärger mit Sergeant Bilko in zwei Komödien an der Seite von Steve Martin zu sehen, außerdem in Clint Eastwoods Drama Mitternacht im Garten von Gut und Böse und Jordan Peeles Horrorfilm Get Out.
Sein schauspielerisches Schaffen umfasst mehr als 150 Film- und Fernsehproduktionen, zuletzt trat er 2019 in The Silent Natural in Erscheinung.
Neben seiner Schauspielarbeit war Herd auch als Vizepräsident der Screen Actors Guild tätig. Er gründete mit einigen anderen Schauspielern (unter anderem Casey Biggs) die Enterprise Blues Band, mit der er auf Star-Trek-Conventions auftrat. Für seine Theaterarbeit gewann er einen Obie Award, er war daneben auch als Produzent von Off-Broadway-Aufführungen tätig. Herd lebte mit seiner Frau, der Schauspielerin Patricia Herd, in Südkalifornien. Er starb im Mai 2020 im Alter von 87 Jahren.
Richard Herd wurde auf Grund seiner Physiognomie häufig mit dem 20 Jahre älteren Schauspielkollegen Karl Malden verwechselt.

## Filmografie (Auswahl)

### Kino- und Fernsehfilme
- 1970: Hercules in New York (Herkules in New York)
- 1976: Die Unbestechlichen (All the President’s Men)
- 1977: Ich hab’ dir nie einen Rosengarten versprochen (I Never Promised You a Rose Garden)
- 1978: F.I.S.T. – Ein Mann geht seinen Weg (F.I.S.T.)
- 1978: In Texas ist der Teufel los (Kate Bliss and the Ticker Tape Kid, Fernsehfilm)
- 1978: Killerbienen 2 – Terror aus den Wolken (Terror Out of the Sky, Fernsehfilm)
- 1979: Das China-Syndrom (The China Syndrome)
- 1979: Mord im Zwiebelfeld (The Onion Field)
- 1979: Amok-Jagd (Wolf Lake)
- 1980: Schizoid
- 1980: Schütze Benjamin (Private Benjamin)
- 1980: Enola Gay – Bomber des Todes (Enola Gay: The Men, the Mission, the Atomic Bomb, Fernsehfilm)
- 1980: Harte Zeiten für Schutzengel (Fighting Back, Fernsehfilm)
- 1982: Die Pranke der Tigerin (Farrell for the People, Fernsehfilm)
- 1983: Das Bombengeschäft (Deal of the Century)
- 1984: Trancers
- 1985: Ein total verrückter Urlaub (Summer Rental)
- 1987: Ein Ticket für Zwei (Planes, Trains & Automobiles)
- 1989: Der Hai aus L.A. (Nashville Beat, Fernsehfilm)
- 1990: Der Sündenfall (Fall from Grace, Fernsehfilm)
- 1990: Chaos in Camp Cucamonga (Camp Cucamonga, Fernsehfilm)
- 1990: Das große Erdbeben in L.A. (The Great Los Angeles Earthquake, Fernsehfilm)
- 1992: Verführung – Dreimal anders (Seduction: Three Tales from the Inner Sanctum, Fernsehfilm)
- 1992: Die Kandidatin – Für Familie und Vaterland (Majority Rule, Fernsehfilm)
- 1993: Skeeter – Invasion des Grauens (Skeeter)
- 1994: … und Hoffnung auf Liebe (The Gift of Love, Fernsehfilm)
- 1995: Die Schlampe – Karriere um jeden Preis (The Secretary, Fernsehfilm)
- 1996: Ein hoher Preis (A Case for Life, Fernsehfilm)
- 1996: Immer Ärger mit Sergeant Bilko (Sgt. Bilko)
- 1996: 2025 - Gejagt durch die Zeit (Yesterday's Target, Fernsehfilm)
- 1996: Schizophren! Eine Mutter als Callgirl (Shattered Mind, Fernsehfilm)
- 1997: Mitternacht im Garten von Gut und Böse (Midnight in the Garden of Good and Evil)
- 2000: Joseph – König der Träume (Joseph: King of Dreams, Stimme von Jacob)
- 2005: The Cabinet of Dr. Caligari
- 2005: Confessions of a Pit Fighter
- 2007: Anna Nicole (The Anna Nicole Smith Story)
- 2007: Liebe wagt neue Wege (Love’s Unfolding Dream, Fernsehfilm)
- 2016: A Christmas in New York
- 2017: Get Out
- 2018: The Mule
- 2019: The Silent Natural

### Fernsehserien
- 1975: Kojak – Einsatz in Manhattan (Kojak, Folge 3x01)
- 1975: Detektiv Rockford – Anruf genügt (The Rockford Files, Folge 2x11 Die Touristen-Falle)
- 1976: Der Preis der Macht (Captains and the Kings, Miniserie, Folge 1x04)
- 1977: Die Straßen von San Francisco (The Streets of San Francisco, Folge 5x13 Der Gangstervater)
- 1979: Starsky & Hutch (2 Folgen)
- 1979, 1981: Hart aber herzlich (Hart to Hart, 2 Folgen)
- 1980: M*A*S*H (Folge 8x24 Soll und Nichthaben)
- 1980–1981: Dallas (3 Folgen)
- 1981: The Greatest American Hero (Folge 1x01)
- 1982–1984: T. J. Hooker (36 Folgen)
- 1982–1988: Simon & Simon (4 Folgen)
- 1983: V – Die außerirdischen Besucher kommen (V, Miniserie, 2 Folgen)
- 1984: Falcon Crest (2 Folgen)
- 1984: V – Die außerirdischen Besucher kommen (V: The Final Battle, Miniserie, 2 Folgen)
- 1984–1985: Hardcastle & McCormick (Hardcastle and McCormick, 2 Folgen)
- 1985: Matt Houston (Folge 3x17)
- 1985: Das A-Team (The A-Team, Folge 3x21 Ausgeliefert)
- 1985: Knight Rider (Folge 3x21)
- 1986: Der Denver-Clan (Dynasty, Folge 6x28 Der stumme Schrei)
- 1986: Agentin mit Herz (Scarecrow and Mrs. King, Folge 4x08)
- 1986, 1993: Mord ist ihr Hobby (Murder, She Wrote, 2 Folgen)
- 1987: Polizeirevier Hill Street (Hill Street Blues, Folge 7x15)
- 1987: Full House (Rags to Riches, Folge 1x02)
- 1987: Ohara (Folge 1x11)
- 1987: Privatdetektiv Harry McGraw (The Law and Harry McGraw, Folge 1x10)
- 1987: Die Schöne und das Biest (Beauty and the Beast, Folge 1x10)
- 1989: Matlock (Folge 3x06 Im Zeichen der Rache)
- 1989: Golden Girls (The Golden Girls, Folge 4x13 Vendetta)
- 1990: Unter der Sonne Kaliforniens (Knots Landing, 2 Folgen)
- 1990: Der Nachtfalke (Midnight Caller, Folge 2x19)
- 1990: Jake und McCabe – Durch dick und dünn (Jake and the Fatman, Folge 4x01)
- 1991: Geschichten aus der Gruft (Tales from the Crypt, Folge 3x12)
- 1991–1993: Zurück in die Vergangenheit (Quantum Leap, 3 Folgen)
- 1992: Renegade – Gnadenlose Jagd (Renegade, Folge 1x05 Mutter Courage)
- 1993: Raumschiff Enterprise – Das nächste Jahrhundert (Star Trek: The Next Generation, 2 Folgen)
- 1993: Dr. Quinn – Ärztin aus Leidenschaft (Dr. Quinn, Medicine Woman, 2 Folgen)
- 1993–1994: SeaQuest DSV (12 Folgen)
- 1994: Die Abenteuer des Brisco County jr. (The Adventures of Brisco County, Jr., 2 Folgen)
- 1995: Emergency Room – Die Notaufnahme (ER, Folge 1x22 Der Mensch denkt, Gott lenkt)
- 1995–1998: Seinfeld (11 Folgen)
- 1996: Walker, Texas Ranger (Folge 5x07 Codename: Dragonfly)
- 1996: Grace (Grace Under Fire, Folge 4x07 Mädchenträume)
- 1997, 1998: Pacific Blue – Die Strandpolizei (Pacific Blue, 2 Folgen)
- 1998: Buffy – Im Bann der Dämonen (Buffy the Vampire Slayer, Folge 2x18)
- 1998: Diagnose: Mord (Diagnosis: Murder, Folge 6x07 Mordlustige Autoren)
- 1998: Caroline in the City (Folge 4x07)
- 1999–2001: Star Trek: Raumschiff Voyager (Star Trek: Voyager, 4 Folgen)
- 2000: JAG – Im Auftrag der Ehre (JAG, Folge 5x18 Die Brücke von Kang So Ri)
- 2002: The District – Einsatz in Washington (The District, Folge 3x05)
- 2003, 2004: Everwood (2 Folgen)
- 2004: O.C., California (The O.C., Folge 1x20 Irrungen und Wirrungen)
- 2004: New York Cops – NYPD Blue (NYPD Blue, 2 Folgen)
- 2005: Ghost Whisperer – Stimmen aus dem Jenseits (Ghost Whisperer, Folge 1x07 Kosmische Gesetze)
- 2007: Desperate Housewives (Folge 3x12 Heimliche Liebschaften)
- 2008: Cold Case – Kein Opfer ist je vergessen (Cold Case, Folge 6x05 Landgang)
- 2012: CSI: Miami (Folge 10x16 Die Mutter der Folter)
- 2013: Rizzoli & Isles (Folge 4x12 Kaltschnäuzig)
- 2015: Renegades – The Series (Star Trek: Renegades, Folge 1x01)
- 2018: Shameless (Folge 8x10 Lasset sie kommen)
- 2018: Hawaii Five-0 (Folge 9x07 Große Träume)